# Fallschirmsprungabzeichen (NVA)

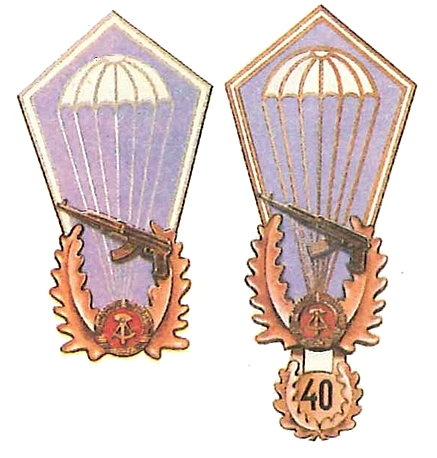
Fallschirmsprungabzeichen der NVA, links die Version von 1967 bis 1973, rechts von 1973 bis 1990

Das Fallschirmsprungabzeichen der Nationalen Volksarmee (NVA) war in der Deutschen Demokratischen Republik (DDR) eine im Fachbereich des Ministeriums für Nationale Verteidigung verliehene nichtstaatliche Auszeichnung, die am 22. Dezember 1966 mit Befehlsnummer 82/66 vom Minister für Nationale Verteidigung Heinz Hoffmann eingeführt wurde.

## Verleihungsbedingungen
Das Fallschirmsprungabzeichen konnte an Fallschirmspringer verliehen werden, wenn diese:
- zehn Sprünge mit dem Fallschirm in der NVA vorweisen konnten
- die Packberechtigung für Sprung- und Ersatzfallschirm besaßen
- in ihrer politischen und militärischen Haltung bzw. Führung vorbildlich waren

Die erstmalige Verleihung des Fallschirmsprungabzeichens fand im Oktober 1967 statt. Neben dem Abzeichen konnte auch ein Sprunganhänger (Anzahl der absolvierten Fallschirmsprünge) verliehen werden, den es in folgenden Nummern gab: 15, 25, 30, 40, 50, 75, 100, 150, 200, 300, 500, 800, 1000 und 1500.

## Veränderte Verleihungsbedingungen
Am 19. September 1973 wurde mit Befehlsnummer 148/73 vom Minister für Nationale Verteidigung Heinz Hoffmann die Verleihungsbedingungen des Fallschirmsprungabzeichens sowie die Ausführung des Abzeichens geändert. Nunmehr konnte das Abzeichen verliehen werden für:
- fünf Sprünge mit dem Fallschirm im Rahmen der NVA
- gute Ergebnisse in der politischen und Gefechtsausbildung und
- vorbildliche Führung bzw. Haltung im politischen wie militärischen Bereich

Die schon vorher eingeführte Anhänger zum Fallschirmsprungabzeichen wurde erweitert, so dass es zu diesem Zeitpunkt folgende Anhänger gab: 10, 15, 25, 30, 40, 50, 75, 100, 150, 200, 300, 400, 500, 600, 700, 800, 900, 1000, 1200, 1500, 2000, 2500 und 3000.

## Letzte Verleihungsbedingungen
Am 21. November 1982 wurden erneut veränderte Verleihungsbedingungen bekannt gegeben. Nunmehr konnte das Fallschirmsprungabzeichen verliehen werden für:
- fünf Fallschirmsprünge im Rahmen der NVA oder die Anforderungen und Ziele der vormilitärischen Laufbahnausbildung Fallschirmjäger bei der GST erfüllt hatten, aber ihren ersten Sprung in der NVA absolviert hatten
- gute Ergebnisse in der politischen und Gefechtsausbildung und
- vorbildliche Führung bzw. Haltung im politischen wie militärischen Bereich

Die Anhänger zum Fallschirmsprungabzeichen erfuhren abermals eine Erweiterung, so dass es nun folgende Anhängerzahlen gab: 10, 15, 25, 30, 40, 50, 75, 100, 200, 300, 400, 500, 600, 700, 800, 900, 1000, 1500, 2000, 2500, 3000, 3500, 4000, 4500 und 5000.

## Aussehen und Trageweise
Das Fallschirmsprungabzeichen besteht aus Buntmetall, ist 40 mm hoch und 22 mm breit. Es zeigt großflächig ein hellblau emailliertes nach oben hin spitz zulaufendes Hauptfeld, das einen geöffneten Fallschirm zeigt. Der Rand sowie die Fangleinen des Fallschirmes waren anfangs silberfarben, später bronzefarben. Der spitz zulaufende Kegel des Fallschirmendes vereint sich im unteren Teil des Abzeichens mit dem farbig emaillierten Hoheitszeichen der DDR, welches links und rechts von einem gebogenen Eichenlaubzweig flankiert wird. Zwischen seinen Enden ist eine Maschinenpistole aufgelegt. Die Anhänger zum Fallschirmsprungabzeichen sind ebenfalls bronzefarben und zeigen die absolvierte Anzahl der Sprünge in schwarzer Schrift, umgeben von zwei unten gekreuzten Eichenlaubzweigen, die den Anhänger nahezu rund umschließen. Die Rückseite des Abzeichens zeigt neben der Haltenadel mit Gegenhaken auch die Haltedrähte für die Anhänger. Getragen wurde das Abzeichen über der rechten Brusttasche der Uniform in der Reihenfolge der vorher bereits verliehenen Bestenabzeichen oder allein mittig.